# Konvergent sum
En konvergent sum er en række af heltal – en heltalsfølge –, der adderet giver en endelig værdi (summen bliver ikke ved med at vokse). Et eksempel på en konvergent sum er summen, {\displaystyle \sum \limits _{i=1}^{n}{\frac {1}{i^{2}}}}.
En sum, der ikke konvergerer, kaldes en divergent sum.
Hvis man ønsker, at vide, om en givet sum konvergerer, kan man bruge en konvergenstest.